# Miletus coelisparsus
Miletus coelisparsus är en fjärilsart som beskrevs av Butler 1883. Miletus coelisparsus ingår i släktet Miletus och familjen juvelvingar. Inga underarter finns listade i Catalogue of Life.